# زاميا شبه طفيلية
زاميا شبه طفيلية (الاسم العلمي: Zamia pseudoparasitica) هي نوع من النباتات تتبع جنس الزاميا من الفصيلة الزامية.